# Grande vecchio di Montefollonico
Il grande vecchio di Montefollonico è un tipo di pecorino che viene prodotto nel territorio dell'omonima località, situata in provincia di Siena.
Classica la forma cilindrica, il formaggio è prodotto in forme alte circa 10/15 centimetri, di peso variabile tra i 5 e gli 8,5 kg e con un diametro intorno ai 25/30 cm. La crosta è irregolare, di colore bruno, mentre all'interno si presenta omogeneo, di un giallo piuttosto acceso. Risulta lievemente piccante al palato.

## Processo produttivo
Dopo essere stato refrigerato e stoccato, il latte di pecora viene sottoposto al processo di pastorizzazione, al quale segue quello di coagulazione, per il quale va utilizzato il caglio di vitello. Successivamente, dopo essere stata rotta, la cagliata viene versata negli appositi stampi, per procedere poi al processo di acidificazione e spurgo in ambiente riscaldato, alla salatura, da effettuarsi a secco, e per finire al procedimento di stagionatura, il quale deve avvenire in ambienti condizionati, per circa 10 mesi, mediante il sostegno di grandi griglie di metallo. Il formaggio, poi, subirà anche un ulteriore trattamento della buccia con olio extravergine d'oliva.